# Tötszegi Tekla
Tötszegi Tekla (Ditró, 1964. június 9.) erdélyi magyar néprajzkutató.

## Életútja, munkássága
Középiskoláit Székelyudvarhelyen végezte (1982), majd a BBTE-n tanult magyar–francia szakon (1986). Ezután tanított Drăguşeni-ben (1986–88), majd Mérán (1990–2003). 1998-tól a Kalotaszeg című lap szerkesztőbizottsági tagja.
Első írását a Kalotaszeg közölte (1990/próbaszámában). Önálló kötetében (A mérai kötény. Kolozsvár, 2003. Kriza Könyvek 18) a kalotaszegi, ezen belül a mérai viselet változásait taglalja annak egy jellegzetes ruhadarabja, a kötény alapján. A változásokat a 20. század elejétől egészen napjainkig követi, a leírást magyarázattal kíséri, a viselet átlényegülésének társadalmi okait emelve ki. Kötetében a monografikus tárgygyűjtés módszerét ötvözi a szociológiai felmérés módszereivel – gyűjtése teljes mértékben reprezentatív, a lakosság egészére kiterjed. A kötet adatbázist is tartalmaz a Mérán fellelhető kötényekről, a téma minden lehetséges dimenzióját kimerítve (köztük a társadalmi és idődimenziót is). Nagy hangsúlyt fektet a láttatásra, erre szolgál a mellékletben található több mint száz színes fénykép, valamint a motívumgyűjtemény.
Szerkesztésében jelent meg a Kriza János Néprajzi Társaság 13. évkönyve Gazda Klára 60. születésnapjára, benne egy tanulmányával és Gazda Klára írásainak általa összeállított bibliográfiájával (Keszeg Vilmossal, Kolozsvár, 2005). Társszerkesztője volt a Szentimrei Judit 85. születésnapjára kiadott 14. évkönyvnek (Gazda Klárával, Kolozsvár, 2006), amelyben Családi emlékezet a viseletdarabok tükrében című tanulmánya is megjelent. Társszerkesztője a Fiatalok vasárnapja Európában c. kötetnek (Keszeg Vilmossal és Pozsony Ferenccel, Kolozsvár, 2009. Kriza Könyvek 35).

## Művei
- A mérai kötény; Kriza János Néprajzi Társaság, Kolozsvár, 2003 (Kriza könyvek)
- Tanulmányok Gazda Klára 60. születésnapjára; szerk. Keszeg Vilmos, Tötszegi Tekla; Kriza János Néprajzi Társaság, Kolozsvár, 2005
- Tanulmányok Szentimrei Judit 85. születésnapjára; szerk. Gazda Klára, Tötszegi Tekla; Kriza János Néprajzi Társaság, Kolozsvár, 2006
- Sate contemporane din România: deschideri spre Europa. Aplicaţie zonală – judeţul Cluj; szerk. Tötszegi Tekla, Ioan Augustin; Mediamira, Cluj-Napoca, 2008
- A fiatalok vasárnapja Európában; szerk. Keszeg Vilmos, Pozsony Ferenc, Tötszegi Tekla; BBTE Magyar Néprajz és Antropológiai Tanszék–Kriza János Néprajzi Társaság, Kolozsvár, 2009 (Kriza könyvek)
- A mérai viselet változása a 20. században. A mérai magyar női viselet és kontextusai; Mentor, Marosvásárhely, 2009 (A Kriza János Néprajzi Társaság könyvtára)
- Tötszegi Tekla–Pávai István: Zene, tánc, hagyomány. Denis Galloway romániai fotói, 1926–1932; Hagyományok Háza, Bp., 2010

## Társasági tagság
- Georgius Aranka Társaság (alapító tag)

## Díjak, elismerések
- 2006-ban az EMKE Bányai János-díjával tüntették ki.